# نیلور (میزوری)
نیلور (به انگلیسی: Naylor) یک شهر در ایالات متحده آمریکا است که در شهرستان ریپلی، میزوری واقع شده‌است. نیلور ۱٫۴۲ کیلومتر مربع مساحت و ۶۳۲ نفر جمعیت دارد و ۹۳ متر بالاتر از سطح دریا واقع شده‌است.